# Годждон (Мен)
Годждон (англ. Hodgdon) — місто (англ. town) в США, в окрузі Арустук штату Мен. Населення — 1290 осіб (2020).

## Демографія
Згідно з переписом 2010 року, у місті мешкало 1309 осіб у 515 домогосподарствах у складі 372 родин. Було 568 помешкань
Расовий склад населення:
| - 95,7 % — білих - 1,4 % — корінних американців - 0,7 % — азіатів - 0,1 % — чорних або афроамериканців |

До двох чи більше рас належало 2,1 %. Частка іспаномовних становила 0,2 % від усіх жителів.
За віковим діапазоном населення розподілялося таким чином: 23,7 % — особи молодші 18 років, 59,5 % — особи у віці 18—64 років, 16,8 % — особи у віці 65 років та старші. Медіана віку мешканця становила 43,9 року. На 100 осіб жіночої статі у місті припадало 102,0 чоловіків;  на 100 жінок у віці від 18 років та старших — 97,0 чоловіків також старших 18 років.
Середній дохід на одне домашнє господарство  становив 62 686 доларів США (медіана — 52 148), а середній дохід на одну сім'ю — 67 794 долари (медіана — 56 964). Медіана доходів становила 44 667 доларів для чоловіків та 34 375 доларів для жінок. За межею бідності перебувало 11,6 % осіб, у тому числі 14,0 % дітей у віці до 18 років та 2,1 % осіб у віці 65 років та старших.
Цивільне працевлаштоване населення становило 696 осіб. Основні галузі зайнятості: освіта, охорона здоров'я та соціальна допомога — 35,6 %, роздрібна торгівля — 17,8 %, будівництво — 8,9 %, публічна адміністрація — 8,6 %.